# Друнгарий
Друнгарий (на гръцки: δρουγγάριος; на латински: drungarius; на английски: drungary), или друнг, е военно звание в края на Римската империя и във Византия.
Той е командир на друнгос (droungos, drungus):
- до 10 век друнг е командир на военно подразделение от 3 турми;
- командир на тагма до 8 век.

Във Византийския флот рангът друнгарий е адмирал.
- droungarios tou [basilikou] ploïmou (δρουγγάριος τοῦ [βασιλικοῦ] πλοΐμου) – командир на централния имперски флот, базиран в района на Константинопол, има ранг на стратег;
- droungarios tōn Kibyrrhaiōtōn (δρουγγάριος τῶν Κιβυρραιωτῶν) – адмирал на Cibyrrhaeot Theme (тема) в Мала Азия;
- megas droungarios [tou stolou] – през 11 век, командир на флота.